# نفق إمبابة
نفق إمبابة  أحد أهم معالم مدينة المنيرة وقد بنى ابان إنشاء السكك الحديد كى يمر قطار الصعيد كما يسمية اهالى المنطقة أو قطار الوجة القبلى ويمر اسفل هذا النفق شارع ترعه السواحل والذي يبدأ متفرعا من شارع السودان عند محكمه امبابه ويصل إلى موقف امبابه